# Giusto Fontanini
Giusto Fontanini, född den 30 oktober 1666 i San Daniele del Friuli, död den 17 april 1736, var en italiensk präst och skriftställare.

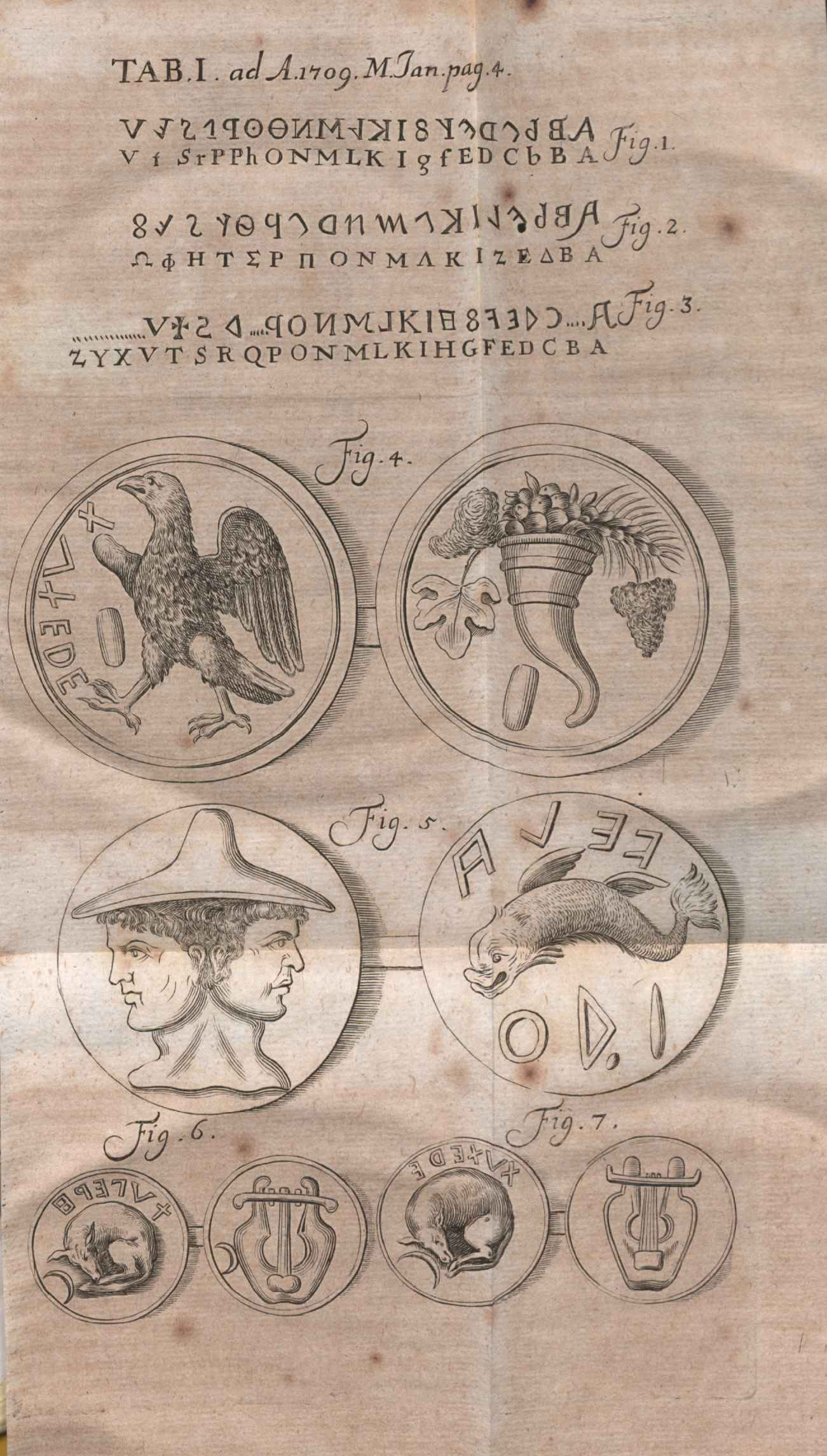
Justi Fontanini Forojuliensis De Antiquitatibus Horti colonii Etruscorum libri duo, Acta Eruditorum, 1709.

Fontanini gjorde sig först känd som kritiker genom ett försvar för Tassos Aminta, förvärvade sig sedan genom lärda arbeten inom den kyrkliga paleografin den heliga stolens ynnest. Han blev slutligen biskop in partibus i Ancyra, men var vid sin död berövad alla sina värdigheter, sedan han på grund av sin våldsamhet som politisk skriftställare fallit i onåd. De förnämsta bland Fontaninis många arbeten är Oratio de usu et praestantia bonarum literarum (1704) och Ragionamento della eloqvenza italiana (1706).